# هشام زریق
هشام زریق (عربی: هشام زريق؛ زادهٔ ۹ فوریهٔ ۱۹۶۸) کارگردان فیلم، تهیه‌کننده، فیلم‌نامه‌نویس، شاعر، و نقاش اسرائیلی عرب‌تبار اهل فلسطین است.
وی در ناصره زاده شد و جزو اولین هنرمندانی است که از کامپیوتر در پهنه هنر استفاده کرد. وی استفاده از کامپیوتر را در سال ۱۹۹۴ شروع کرد و در سال ۲۰۰۷ اولین فیلم مستند تحت عنوان «فرزندان علیبون» را تولید کرد که در سال ۲۰۰۸ موفق به دریافت جایزه «بازگشت» گردید. در این فیلم کشتار «علیبون» مستند شده‌است. هشام زریق در سال ۲۰۰۱ به آلمان رفت و در حال حاضر در جنوب آلمان زندگی می‌کند.